# Monica e il desiderio
Monica e il desiderio (nell'originale in lingua svedese Sommaren med Monika, Un'estate con Monica) è un film drammatico del 1953 diretto da Ingmar Bergman.
(Jean-Luc Godard, 1958)

## Trama
In uno squallido caffè di una città portuale svedese si incontrano due giovani commessi, Monica e Harry, che vivono entrambi una vita poco serena. Harry è orfano di madre dalla tenera età e vive col padre ammalato, mentre Monica appartiene ad una famiglia numerosa con un padre sempre ubriaco e vive tra continue liti e scenate. Monica dapprima attacca discorso col ragazzo chiedendogli di accendere una sigaretta e in seguito si fa invitare al cinema a vedere Amore infinito. Al secondo incontro Harry porta Monica a casa sua e le regala un paio di calze, lei le indossa e lo abbraccia felice ma, disturbati dall'improvviso rientro del padre, è costretto a riaccompagnarla a casa.
Lungo il percorso un giovane infastidisce la ragazza, ma viene allontanato. Quando Harry lascia Monica viene aggredito dallo stesso ragazzo, che gli dà un colpo gettandolo a terra. Nel negozio dove lavora, Monica si difende dalle avances di un corteggiatore; arrivata a casa trova la solita confusione e, dopo essere stata picchiata dal padre, a cui aveva dato dell'ubriacone, decide di fare le valigie e di andarsene. Sul portone della casa di Harry incontra l'amato, a cui racconta tutto. Harry va al lavoro, litiga e si fa licenziare, esattamente come aveva fatto Monica; i due si preparano quindi a partire. A bordo del motoscafo del padre di Harry, presso cui si era rifugiata Monica, i due giovani abbandonano la città.
I due ragazzi vivono felici a contatto con la natura nelle isole dell'arcipelago, nell'esaltato splendore dell'estate scandinava. Fanno il caffè sulle coste rocciose, cucinano funghi, fanno il bagno nell'acqua di mare, nella libertà più completa. Giornate di sole si alternano al maltempo. Harry e Monica si fermano a un ballo all'aperto su un pontile, poi preferiscono danzare da soli su un molo di legno abbandonato. Quando Monica annuncia a Harry di essere incinta e lui insiste per ritornare a casa lei risponde: "No, voglio godermi l'estate fino all'ultimo". Insieme all'autunno sopraggiunge la disillusione, e Monica si dimostra superficiale e insofferente della vita libera all'aria aperta.
Quando finalmente ritornano in città, la zia di Harry li accompagna da un pastore che acconsente di sposarli. Nasce una bella bambina ma di notte piange e Harry non riesce a dormire, mentre l'insofferente Monica si occupa poco della piccola e non ha nessuna intenzione di ritornare al lavoro: la ragazza si lamenta di continuo perché non ha vestiti e perché Harry, impegnato nel lavoro e nello studio, la trascura. Mentre Harry è fuori città con i colleghi del nuovo lavoro, Monica inizia a frequentare locali equivoci. Di ritorno con un giorno di anticipo da un viaggio di lavoro, lui la sorprende con un uomo in casa. Dopo aver accusato la moglie di tradirlo, quest'ultima, dopo qualche resistenza e un tentativo di riconciliazione sessuale, confessa di amare una vecchia fiamma: Harry la picchia e Monica abbandona la casa. Harry lascia l'appartamento e va a vivere con la bambina a casa del padre.

## Produzione
Tenuto conto delle difficoltà (budget esiguo, riprese effettuate nell'arcipelago di Stoccolma, la passione scoppiata tra l'attrice Harriet Andersson e Ingmar Bergman, che aveva già cinque figli), lo straordinario successo di Monica e il desiderio sembra nascere sotto il segno del caso, ma anche della libertà.
L'idea del film nacque dall'incontro casuale del regista con Per Anders Fogelström, nella Kungsgatan, la principale arteria commerciale di Stoccolma. Lo scrittore accennò ad un soggetto per un racconto breve – sarebbe divenuto romanzo solo dopo l'uscita del film – da cui era ossessionato e che doveva trattare di una giovane coppia che piantava famiglia e lavoro e fuggiva in un'isola. Il loro sogno romantico era destinato ad andare in frantumi una volta che, costretti a tornare in città, si sarebbero rivelati incapaci a scendere a patti con le esigenze della quotidiana vita borghese.
Il soggetto, sviluppato durante le pause della lavorazione di Donne in attesa, incontrò il gradimento di Carl Anders Dymling, allora a capo del consiglio direttivo dello Svensk Filmindustri, il quale, nonostante le assicurazioni offerte dal regista circa l'esiguità dell'impegno produttivo, dovette vincere non poche resistenze per farlo approvare. Bergman riferisce che l'acceso confronto portò alle dimissioni di alcuni membri del consiglio.
Il 22 luglio 1952, una settimana dopo la conclusione dei lavori di Donne in attesa, uno sparuto gruppo di una dozzina, tra attori e tecnici, senza attrezzature scenografiche e per il sonoro, si stabilì nella canonica dell'isola di Örnö, da cui ogni mattino, a buon'ora, raggiungeva la vicina isola di Sadelöga, nell'arcipelago di Stoccolma, dove avvenivano le riprese. Il tempo splendido, l'isolamento dal resto del mondo, l'esiguità dell'impegno produttivo crearono un clima di eccezionale complicità ed intimità all'interno del gruppo. Lo stesso Bergman “...non era mai riservato e coinvolgeva appassionatamente tutti circa i suoi intenti”, ricorda Gunnar Fischer, il direttore della fotografia. Fu quindi solo di facciata il disappunto di tutti nell'apprendere da Stoccolma, alla fine della lavorazione, che quasi tutti i rulli del materiale girato, accatastati l'uno sull'altro per risparmiare i costi di regolari spedizioni in terraferma, si erano rovinati e che occorreva ripartire quasi da zero.
La lavorazione proseguì negli studi di Råsunda sino al 6 ottobre 1952. Non essendosi potuto avvalere della collaborazione di Oscar Rosander, suo fidato montatore, cui la produzione aveva sostituito un tecnico giudicato incompetente dal regista, Bergman fu costretto, in tale occasione, ad impratichirsi nella tecnica del montaggio, un'esperienza che egli giudicò estremamente utile. Prima che il film uscisse, il 9 febbraio 1953, la censura svedese richiese tre tagli: una parte dello scontro tra Harry Lund e un suo rivale geloso di Monika; una scena, successiva allo scontro, in cui Harry si ubriaca seduto su un gradino; e soprattutto una prolungato scambio di effusioni tra Harry e Monika, dopo essersi ubriacati sulla spiaggia dell'isola.

## Accoglienza
«Una delle prime opere di Bergman che abbia avuto un buon successo fuori dalla Svezia (ma fu fischiata a Parigi)».

### Critica
Il film, che ebbe distribuzione dal 1953, fu proiettato in Italia solamente nel 1961. Venne infatti dapprima molto discusso dividendo il parere della critica ma, in seguito a una sua rilettura durante una retrospettiva che la cineteca francese aveva organizzato, venne completamente riabilitata da parte soprattutto di Jean-Luc Godard che, nel dichiarare Bergman il "cineasta dell'istante", scrisse:
Godard fu particolarmente impressionato dal lungo primo piano con cui Monika, tornata in città e sul punto di tradire il marito con uno sconosciuto, indugia con lo sguardo rivolto alla cinepresa (al pubblico), espediente cui poi il regista francese avrebbe fatto ricorso con Jean-Paul Belmondo in Fino all'ultimo respiro:
(Jean-Luc Godard)
Bergman, riconoscendo l'originalità, per l'epoca, di un tale diretto coinvolgimento dello spettatore, osservò come esso fosse, invece, abbastanza usuale nel teatro. Non va dimenticato che al momento del suo esordio, nel cinema, nel 1944, con la sceneggiatura di Spasimo di Alf Sjöberg, egli aveva già alle spalle 34 regie teatrali, in almeno 12 teatri diversi.
Prima della rivalutazione a opera dei Cahiers du cinéma, il film non aveva, tuttavia, goduto di una grossa reputazione. Il successo in Svezia e l'accoglienza all'estero si fondarono in un primo tempo sul malinteso dello scalpore erotico, giustificato dalla carica ardente della protagonista, e dall'abbandono del controllo della trama per divagare sul corpo di Harriet Andersson durante le sequenze dell'idillio estivo nell'arcipalago, con inquadrature da “neorealismo nordico”. A Los Angeles, dove era stato presentato col titolo The Story of a Bad Girl, il distributore fu condannato a una multa e a un breve periodo di prigione, per aver aggiunto alcune sequenze di nudo alle scene sulla spiaggia. A Montmartre, invece, all'entrata del cinema in cui il film veniva proiettato, si potevano trovare alcune prostitute in cerca di clienti.